# 팔당터널
팔당터널(八堂터널)은 경기도 남양주시에 위치하며, 중앙선 팔당역과 운길산역을 잇는 터널이다. 과거 팔당~능내~양수구간이라 능내리쪽으로 돌아갔으나 중앙선 복선 전철화 관계로 팔당~능내~양수 구간이 이설되어 팔당터널이 생성되었고, 능내역을 대신해 약 3.5km떨어진곳에 운길산역이 신설되었다.